# Cotey
Der Cotey (alternativ auch Cottey geschrieben) ist ein kleiner Fluss im Südosten von Frankreich, der im Département Ain der Region Auvergne-Rhône-Alpes nordöstlich der Stadt Lyon verläuft.

## Geografie

### Verlauf
Der Cotey entspringt dem See Grand Étang du Vernay im südlichen Gemeindegebiet von Joyeux, verläuft generell Richtung Westsüdwest durch den südlichen Abschnitt des Seengebietes Dombes und mündet nach rund 18 Kilometern im Gemeindegebiet von Niévroz als rechter Nebenfluss in den Canal de Miribel, einen Seitenarm der Rhône. Im Unterlauf quert der Cotey die Bahnstrecke Lyon–Genève sowie die Autobahn A42.

### Orte am Fluss
(Reihenfolge in Fließrichtung)
- Le Vernay, Gemeinde Joyeux
- Le Gaillard, Gemeinde Faramans
- Faramans
- Pizay
- Bressolles
- Dagneux
- Niévroz
- Les Cabanes, Gemeinde Niévroz